# Stade lorrain université club Nancy
 (juillet 2017).
Si vous disposez d'ouvrages ou d'articles de référence ou si vous connaissez des sites web de qualité traitant du thème abordé ici, merci de compléter l'article en donnant les références utiles à sa vérifiabilité et en les liant à la section « Notes et références ».
Le Stade lorrain université club Nancy est un club omnisports français basé à Nancy.

## Le club
Le club fut fondé en 1901 sous le nom de « Stade universitaire Lorraine » (SUL)[réf. nécessaire]. Il est renommé Cercle des Sports Stade Lorrain en 1907 avant de reprendre son nom de SUL en 1920. Le SUL fusionne le 22 avril 1949 avec l'Étudiants Club de Nancy et adopte son nom actuel.

## Sections
- Athlétisme
- Badminton
- Basket-ball (depuis 1967) voir Stade Lorrain Université Club Nancy Basket
- Baseball-Sotfball
- Bowling
- Escrime
- Football américain (depuis 1988) voir Tigres de Nancy
- Handball (1965 à 2002) SLUC Nancy COS Villers (depuis 2002) HBC SLUC Nancy
- Rugby à XV (depuis 1904)
- Speedball
- Sport aventure
- Taekwondo
- Tennis
- Tennis de table (depuis 1973) voir Stade Lorrain Université Club Nancy Tennis de table
- Volley-ball, la section a fusionné avec le PUNCH pour créer le Nancy Volley Maxéville-Jarville

## Section disparue
- Football (1901-1965) voir FC Nancy